# 2. Luftwaffen-Feld-Division
La 2. Luftwaffen-Feld-Division  (2e division de campagne de la Luftwaffe) a été l'une des principales divisions de la Luftwaffe allemande durant la Seconde Guerre mondiale, formée en septembre 1942 à Groß-Born, dans le Luftgau III.

En janvier 1943, la Panzer-Jäger-Abteilung Luftwaffen-Feld-Division 2, la Artillerie-Abteilung Luftwaffen-Feld-Division 2 et la Flak-Abteilung Luftwaffen-Feld-Division 2 sont réunis dans le Luftwaffen-Artillerie-Regiment 2.
La Division subit de lourdes pertes au cours de l'automne 1943, et contrairement à d'autres Luftwaffen-Feld-Division n'a pas été pris en charge par la Heer. Elle est dissoute en novembre 1943, et les restes de la division sont absorbés par le 6. Feld-Division (L) en février 1944.

## Commandement

Drapeau du commandant d'une division aérienne

| Début            | Fin              | Grade        | Nom              |
| ---------------- | ---------------- | ------------ | ---------------- |
| Septembre 1942   | 1er janvier 1943 | Oberst       | Hellmuth Petzold |
| 1er janvier 1943 | Novembre 1943    | Generalmajor | Carl Becker (en) |

## Chef d'état-major
| Début        | Fin           | Grade | Nom               |
| ------------ | ------------- | ----- | ----------------- |
| Octobre 1942 | Novembre 1943 | Major | Gottfried Fischer |

## Rattachement
| Novembre 1942 - Décembre 1942 : |  | VI. Armeekorps / Armeeoberkommando (AOK) .9                   | basée à Smolensk |
| Décembre 1942 - Janvier 1943 :  |  | XXX. Armeekorps / AOK .9                                      | basée à Smolensk |
| Janvier 1943 - Février 1943 :   |  | XXXXI. Armeekorps / AOK .9                                    | basée à Smolensk |
| Février 1943 - Octobre 1943 :   |  | II. Luftwaffen-Feldkorps / PanzerArmeeoberkommando (PzAOK) .3 | basée à Nevel    |
| Novembre 1943 - Décembre 1943 : |  | IX. Armeekorps / PzAOK .3                                     | basée à Vitebsk  |
| Janvier 1944 - Février 1944 :   |  | LIII. Armeekorps / PzAOK .3                                   | basée à Vitebsk  |

## Unités subordonnées
- I. à IV. Bataillone (Infanterie, sans Stab - Chaque bataillon d'infanterie est constitué de 4 compagnies)
- Panzer-Jäger-Abteilung Luftwaffen-Feld-Division 2
- Artillerie-Abteilung Luftwaffen-Feld-Division 2
- Flak-Abteilung Luftwaffen-Feld-Division 2
- Radfahrer-Kompanie Luftwaffen-Feld-Division 2
- Pionier-Kompanie Luftwaffen-Feld-Division 2
- Luftnachrichten-Kompanie Luftwaffen-Feld-Division 2
- Kommandeur der Nachschubtruppen Luftwaffen-Feld-Division 2